# Atlético Roraima Clube
Atlético Roraima Clube is een Braziliaanse voetbalclub uit Boa Vista in de staat Roraima.

## Geschiedenis
De club werd in 1944 en werd reeds 18 keer staatskampioen.

## Erelijst
Campeonato Roraimense
1975, 1976, 1978, 1980, 1981, 1983, 1985, 1987, 1990, 1993, 1995, 1998, 2001, 2002, 2003, 2007, 2008, 2009